# Sīzān
Sīzān (persiska: سيزار, سيزان, Sīzār) är en ort i Iran.   Den ligger i provinsen Lorestan, i den centrala delen av landet, 300 km sydväst om huvudstaden Teheran. Sīzān ligger 1 560 meter över havet och antalet invånare är 239.
Terrängen runt Sīzān är varierad.Runt Sīzān är det ganska tätbefolkat, med 58 invånare per kvadratkilometer. Närmaste större samhälle är Dorūd, 8,7 km väster om Sīzān. Trakten runt Sīzān består i huvudsak av gräsmarker.